# Union Pacific Railroad
A Union Pacific Railroad é uma empresa ferroviária estadunidense, de transportes de carga que opera com aproximadamente 8.500 locomotivas, ao longo de mais de 50.000 km de vias, em 23 estados. É a maior malha ferroviária dos Estados Unidos, empregando 42.600 pessoas. Também considerada uma das maiores empresas do mundo, no setor de transportes.
A Union Pacific Corporation, da qual a ferrovia faz parte está sediada em Omaha, Nebraska; cresceu adquirindo outras ferrovias, tais como Missouri Pacific Railroad, Chicago & North Western, Western Pacific Railroad, Missouri-Kansas-Texas Rairoad, e Southern Pacific Railroad (incluindo a Denver & Rio Grande Western Railroad).
Sua principal concorrente, BNSF Railway, a segunda maior ferrovia americana, atua no transporte de cargas a oeste do Rio Mississípi e juntas formam o maior conglomerado deste ramo na parte continental dos Estados Unidos.

## História

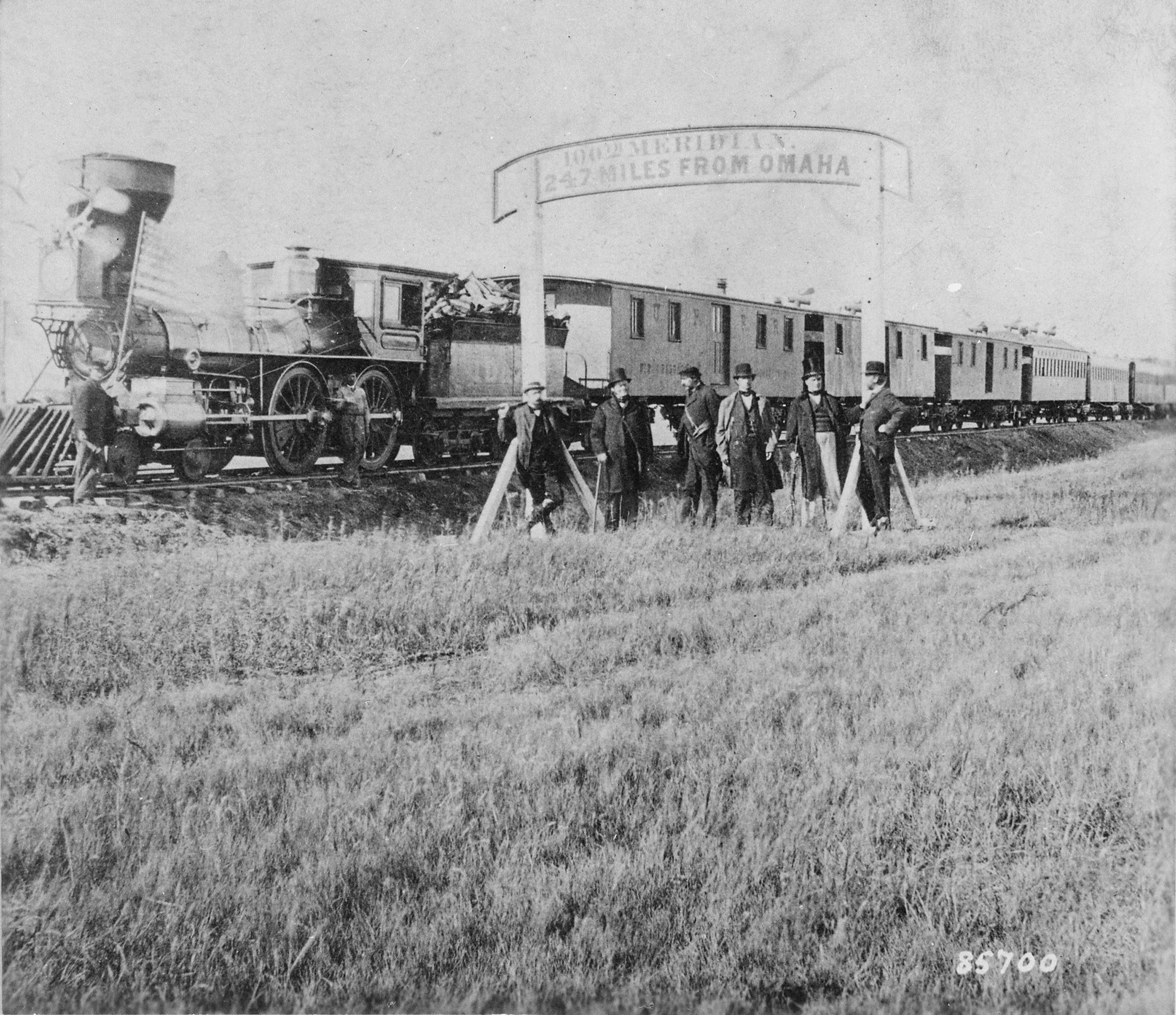
Diretores da Union Pacific no 100º marco da ferrovia, cerca de 400 km a oeste de Omaha, Nebraska. O trem aguarda o fim da reunião de investidores, jornalistas e pessoas importantes, convidadas pelos executivos da empresa.

Originalmente, foi fundada em primeiro de julho de 1862, por um ato do Congresso Americano "Pacific Railroad Act of 1862". Esse ato aprovado pelo Presidente Abraham Lincoln, previa a construção de ferrovias a partir do Rio Missouri em direção ao Oceano Pacífico como medida de guerra para a preservação da União. Sua construção foi iniciada em Council Bluffs, Iowa, em direção ao oeste a fim se encontrar com as linhas construídas em direção a leste pela Central Pacific Railroad, que partira de San Francisco Bay, Califórnia.
A via foi construída, primeiramente, por trabalhadores irlandeses que haviam aprendido o ofício na, então recente, Guerra Civil Americana. As duas vias seguiram sendo construídas até se unirem em Promontory Summit, Utah, distante 85 km  a oeste de Ogden, em 10 de maio de 1869, criando assim, a primeira ferrovia transcontinental da América do Norte. Sob as ordens de seu acionista majoritário, Dr. Thomas Clark Durant a cidade de Durant, Iowa, recebeu esse nome por ter sido o local onde os primeiros trilhos foram instalados.

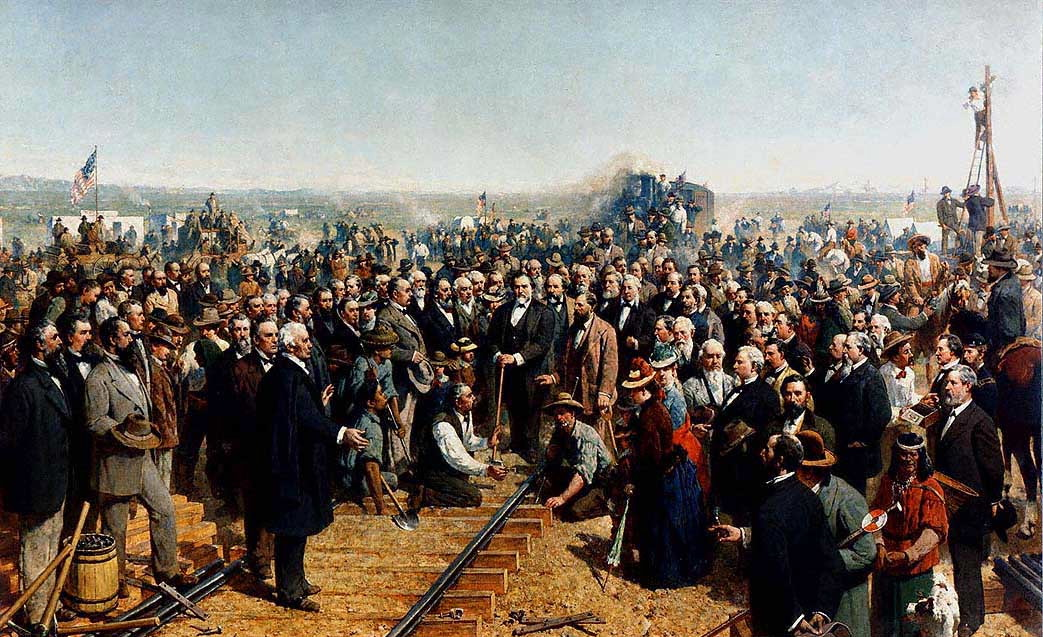
The Last Spike, quadro de Thomas Hill, (1881)

A empresa esteve enredada no Crédit Mobilier scandal, divulgado em 1872: uma de suas empresas de construção, a Crédit Mobilier, havia subornado um congressista. Não foi comprovada a culpa da Union Pacific, porém a propaganda negativa foi inevitável. O Pânico de 1873 financial crisis of 1873 a levou a ter problemas financeiros, mas não à falência, sendo então reorganizada como Union Pacific Railway, em 24 de janeiro de 1880, tendo como acionista majoritário, Jay Gould.
A nova empresa faliu durante o Pânico de 1893 Panic of 1893, mas retornaria em 1897 com seu nome original Union Pacific Railroad.
A sede corporativa da empresa estava localizada na cidade de New York, desde sua fundação, na década de 1860, até que foi mudada para Bethlehem, Pennsylvania, em meados dos anos 1980, quando Drew Lewis tornou-se presidente da empresa. Depois, mudou-se para Dallas no Texas e posteriormente, para Omaha, onde se juntou à sede operacional.

## Union Pacific Corporation

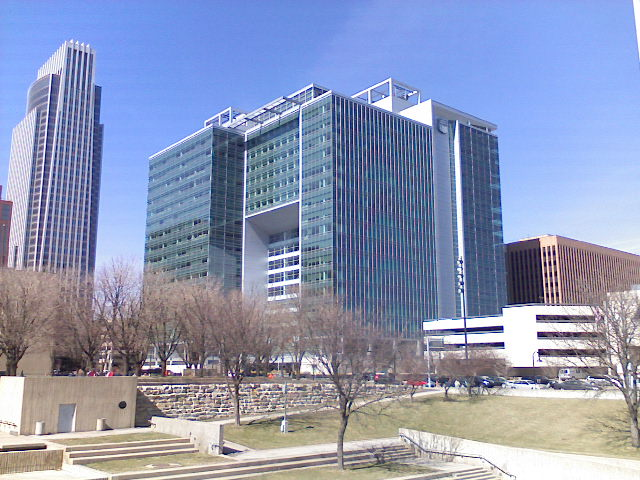
Union Pacific Center in Omaha, Nebraska

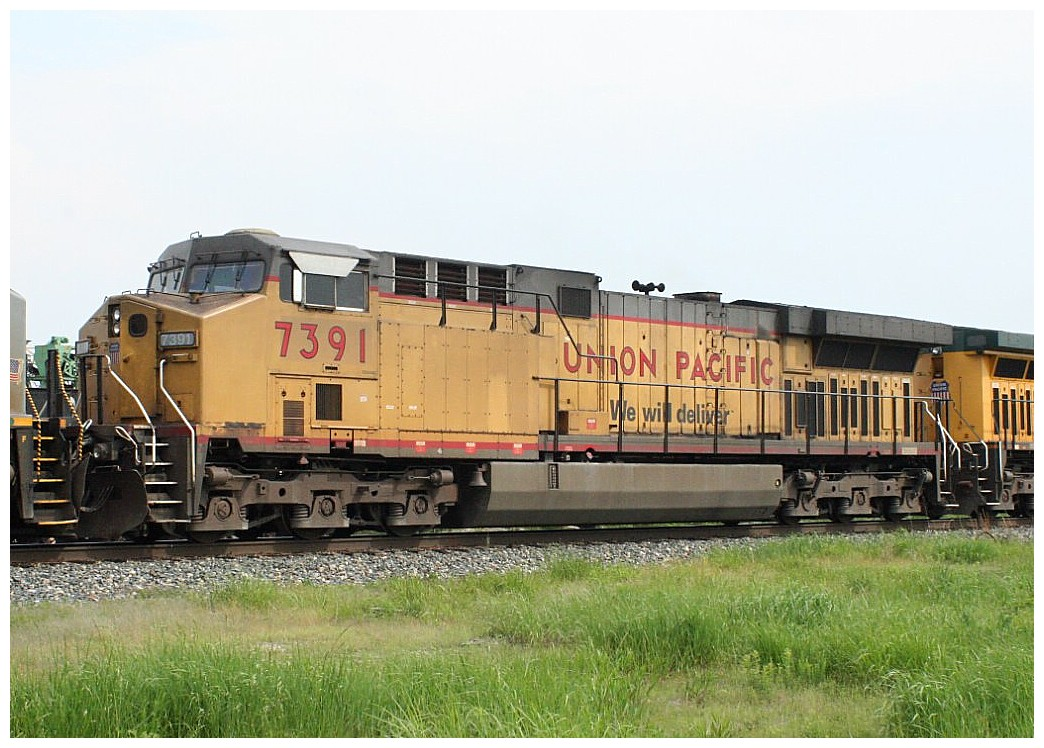
Locomotiva #7391 série AC6000CW

A Union Pacific Corporation é uma empresa de capital aberto, matriz de todas as suas subsidiárias, Incluindo a Union Pacific Railroad Company (a maior de todas) e a Southern Pacific Rail Corporation, que foi incorporada em Utah in 1969.  Sua sede está localizada em Omaha, Nebraska. Lance M. Fritz é o atual presidente da empresa.

Union Pacific Railroad - Malha em 2008

## Instalações

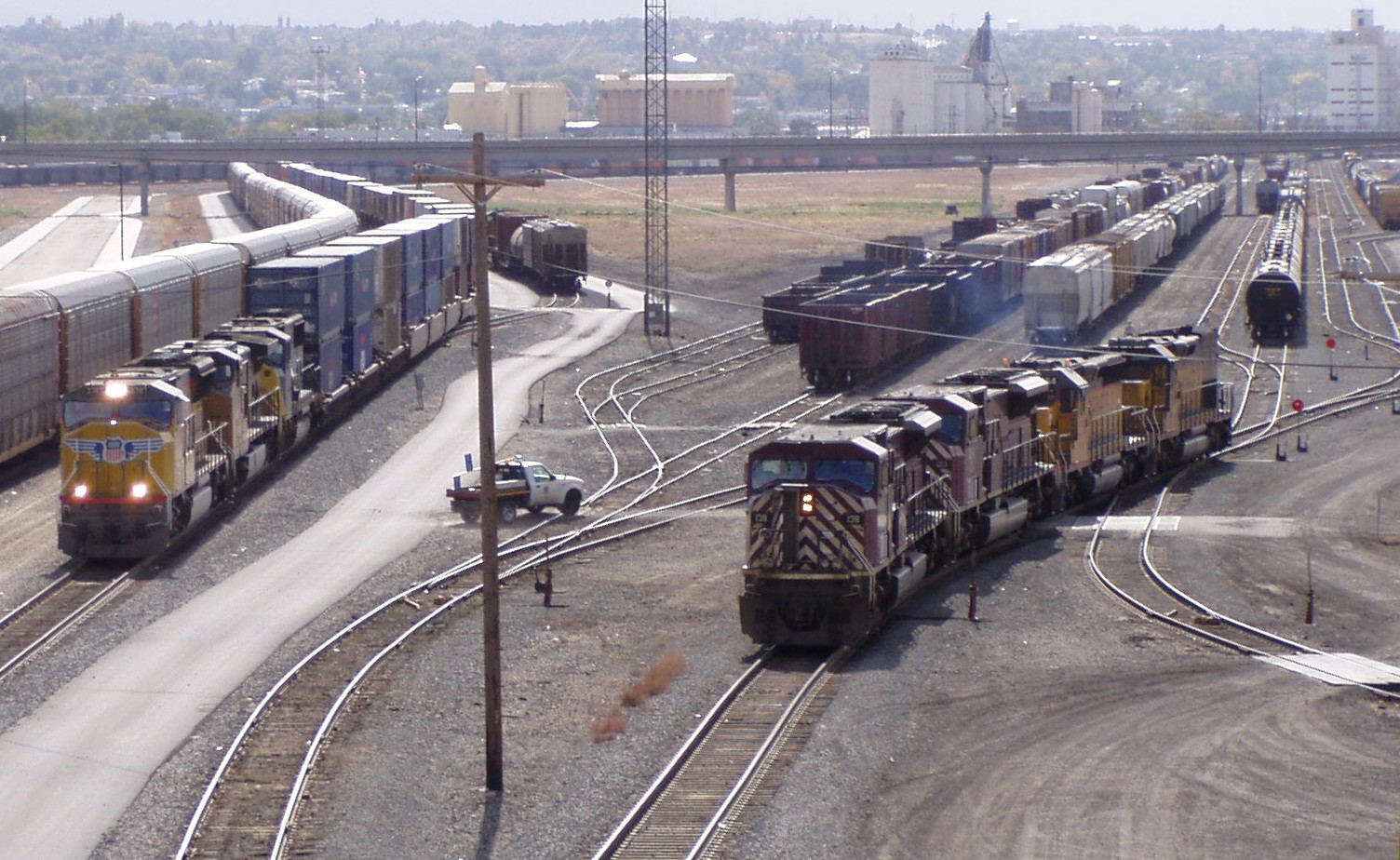
Pátio de Ogden, Utah

Devido a seu tamanho, a Union Pacific necessita de centenas de pátios para manobras diárias de formação e distribuição de suas composições, transportando mercadorias de um lugar a outro. E, para reduzir a emissão de poluentes, a empresa vem renovando sua frota com locomotivas de última geração, de forma a reduzir drasticamente gases danosos ao meio ambiente.
Em 2009, a empresa também investiu US$90 milhões num terminal intermodal, em San Antonio, Texas.

## Pátios de Inclinação Ativa
Hump yards funcionam utilizando uma leve rampa na via, pelas quais os vagões passam quando empurrados durante manobras de classificação, reduzindo sua velocidade e engatando automaticamente na composição desejada. Pátios com inclinação da Union Pacific:
- Bailey Yard in North Platte, Nebraska
- Beaumont Yard in Beaumont, Texas
- Davidson Yard in Fort Worth, Texas
- Davis Yard in Roseville, California
- Englewood Yard in Houston, Texas
- Gateway Yard in East St Louis, Illinois, pertencente a subsidiária Alton and Southern Railway
- Hinkle Yard in Hermiston, Oregon
- Livonia Yard in Livonia, Louisiana
- Neff Yard in Kansas City, Missouri
- North Little Rock Yard in North Little Rock, Arkansas
- Pine Bluff Yard in Pine Bluff, Arkansas
- Proviso Yard in Northlake, Illinois, pertenceu a antiga Chicago and North Western Transportation Company
- Strang Yard in La Porte, Texas
- West Colton Yard in San Bernardino, California

## Museu da Ferrovia Union Pacific

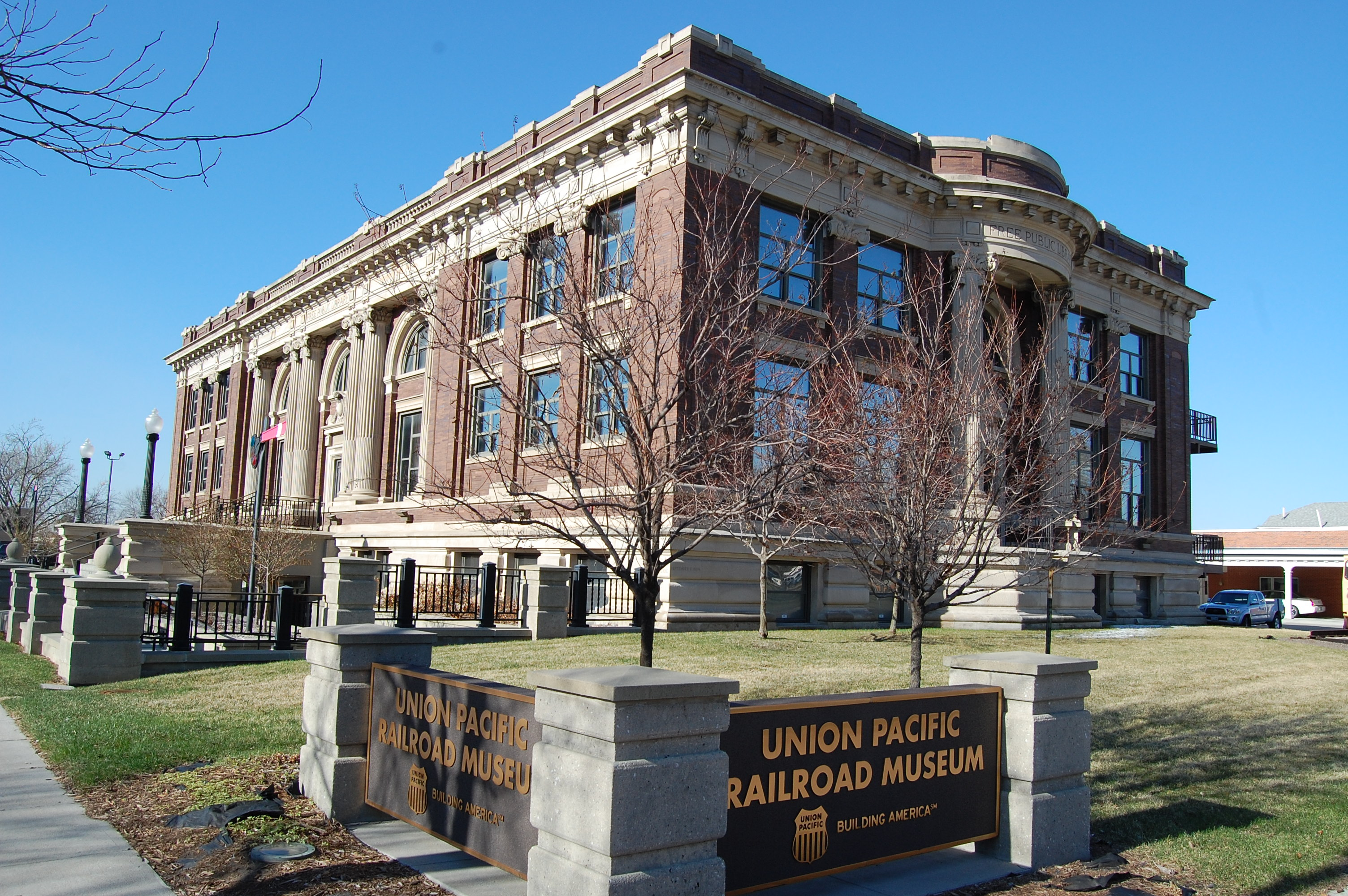
Museu da Union Pacific Railroad

O acervo de seu museu é um dos mais antigos de uma corporação americana. Inclui objetos, fotos e documentos que mostram o desenvolvimento da empresa pelo oeste americano. A realização dessa ferrovia transcontinental, ajudou a moldar a paisagem e a geografia, além de trazer milhares de imigrantes para o oeste dos Estados Unidos.
Encontra-se na coleção armamento dos séculos XIX e XX, equipamentos peculiares dos imigrantes e mais de 500.000 fotografias. Em 2009, o America's Power Factuality Tour, esteve no museu para relatar o papel das ferrovias na geração de eletricidade nos Estados Unidos.

## Cores e Pinturas

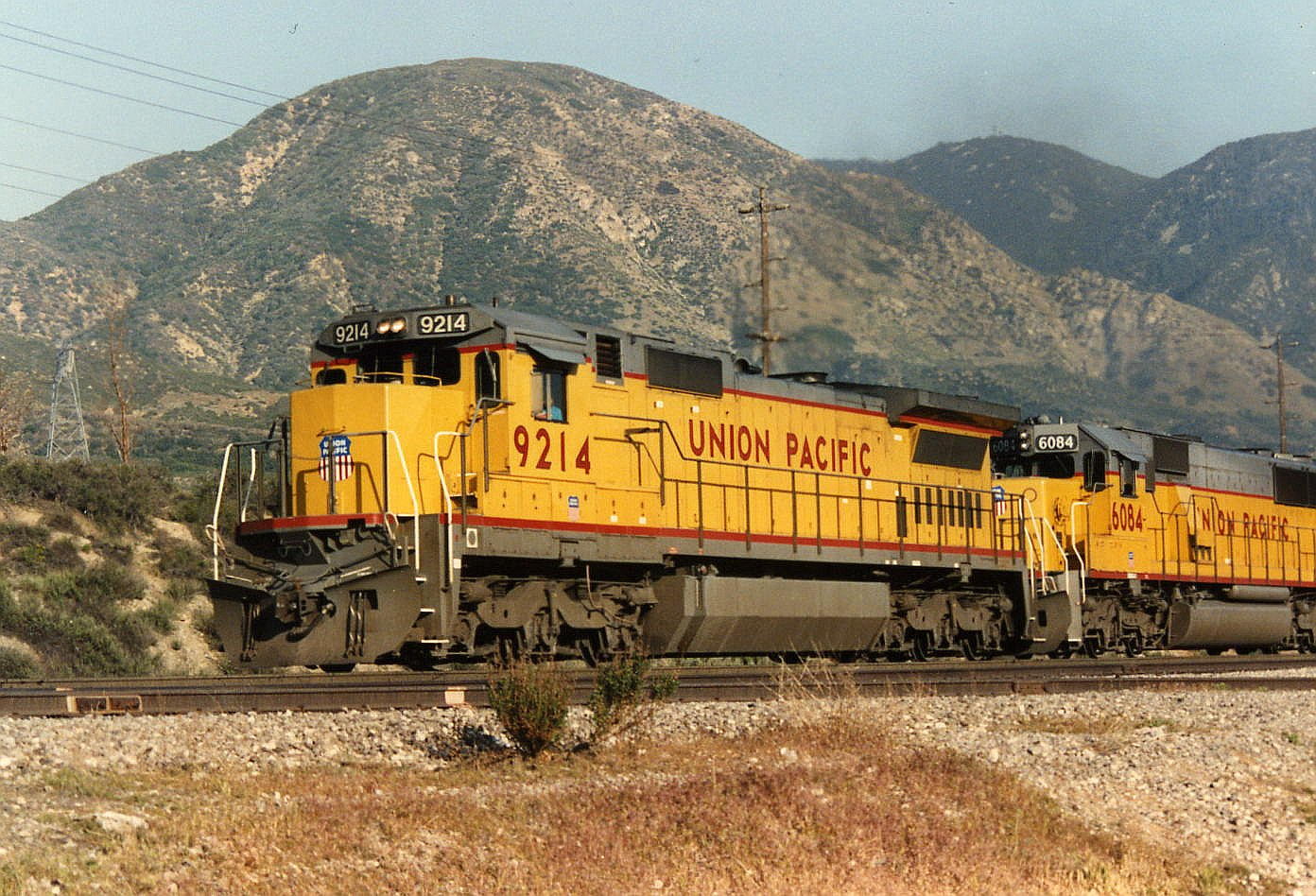
Union Pacific #9214, uma GE Dash 8-40C, com pintura padrão de locomotivas Diesel em 10 de Maio de 1991.

O esquema básico de pintura das locomotivas Diesel-elétricas da Union Pacific é o mais antigo e ainda utilizado na maioria de suas locomotivas. Cerca de 2/3 dela é da cor "Armour Yellow" (amarelo), cujo nome é referente a cor utilizada pelos Frigoríficos Armour, uma grande empresa de alimentos. Uma estreita faixa da cor "Red Signal" (vermelha), separa o amarelo da cor "Harbor Mist Gray" (cinza), utilizada na capota.
Do chassi para baixo, tudo é na cor cinza, também. Letras e números são em vermelho com estreito contorno em preto. Algumas locomotivas, (historicamente as de trens de passageiros e mais recentes, a partir do ano 2000) tem "asas" azuis em fundo em branco, com contornos azuis, na parte frontal da locomotiva. Desde o início de 2002, muitas unidades foram repintadas com uma grande e ondulada bandeira americana, com os dizeres "Building America", nas laterais, onde "Union Pacific" eram normalmente posicionadas. Esse esquema de pintura ficou conhecido como "Building America", "Wings" ou "Flags and Flares".

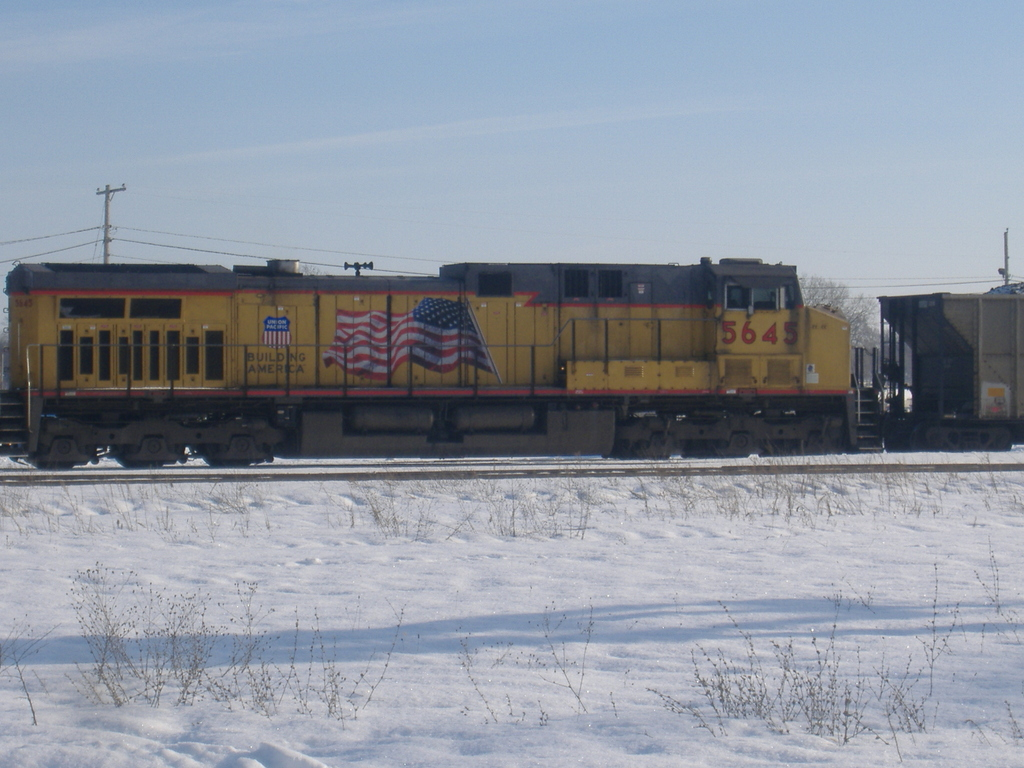
Locomotiva GE AC4400CW #5645 em Battle Creek, Michigan, com esquema "Flags and Flares" de pintura

A cor amarela foi primeiramente utilizada nos trens-unidade aerodinâmicos M-10000, da Union Pacific, em 1934. Entretanto, a cor cinza ainda não era utilizada, mas a cor (Leaf Brown) marrom. Carros de passageiros, "cabooses" e outros veículos, também eram pintados no mesmo padrão.

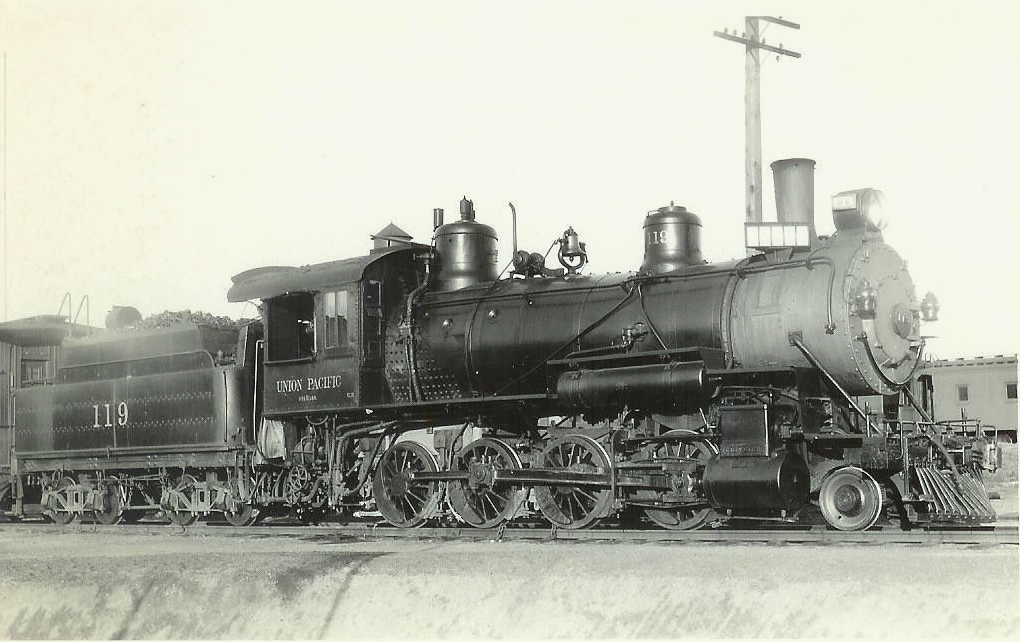
Union Pacific #119 trafegando em La Salle, Colorado. 1930.

As locomotivas a vapor tinham esquemas de pinturas com características próprias. Até a metade dos anos 1940, todas eram pintadas seguindo esse padrão:
a chaminé e a caixa de fumaça, abaixo dela, eram na cor grafite e o restante, preto. Números e letra eram na cor "alumínio". No final dos anos 1940, muitas locomotivas que tracionavam trens de passageiros foram repintadas na cor cinza, em dois tons, para combinarem com o esquema de pintura dos carros que tracionavam. Havia uma estreita faixa amarela por toda extensão da locomotiva, separando os tons de cinza e numeração e letras, também eram em amarelo. Após 1952, todas as locomotiva a vapor foram repintadas no antigo padrão, preto e grafite. Os carros cinza receberam uma novo padrão de  pintura, em amarelo.

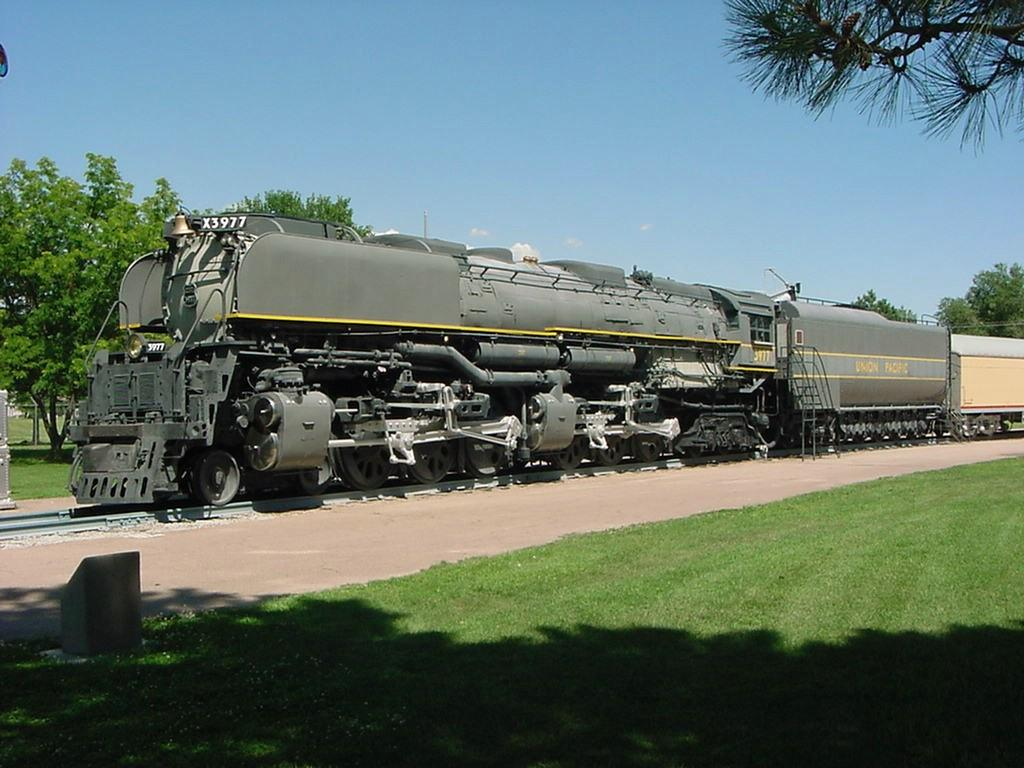
Challenger com pintura para trens de passageiros.

Entre 2005 e 2006 a Union Pacific divulgou seis novas locomotivas EMD SD70ACe com pinturas comemorativas de ferrovias que havia adquirido, a partir de da década de 1980. A numeração utilizada para cada locomotiva era a mesma que fora utilizada nas locomotivas das ferrovias homenageadas: #1982 para a SD 70ACe com pintura da Missouri Pacific Railroad, #1983 para a da Western Pacific Railroad, #1988 para a da Missouri-Kansas-Texas Railroad, #1989 para a da Denver and Rio Grande Western Railroad, #1995 para a da Chicago And North Western Railway e #1996 para a da Southern Pacific Railroad. Mesmo a D&RGW não tendo sido uma predecessora diretamente (havia sido comprada pela SP, antes), a Union Pacific a incluiu nas homenagens.
A 31 de março de 2010, a empresa pintou uma locomotiva GE ES44AC em comemoração ao centenário dos escoteiros americanos. Boy Scouts of America. Embora tenha mantido seu padrão "Armour Yellow", essa unidade recebeu um grande logotipo da BSA 2010 nas laterais, e logotipo do escotismo nas laterais da cabine.
A 28 de setembro de 2010, a empresa pintou outra locomotiva GE ES44AC, em homenagem a Susan G. Komen for the Cure. Manteve seu padrão "Armour Yellow",    mas inseriu uma grande faixa cor-de-rosa, símbolo do combate ao câncer de mama, nas laterais.

## Frota de locomotivas em 2013
Em outubro de 2013, a Union Pacific tinha 8,185 locomotivas disponíveis em sua lista. A frota consistia por 42 modelos diferentes com idade média de   17.8 anos.
| Modelo    | Quantidade |
| --------- | ---------- |
| 4-8-8-4   | 1          |
| 4-6-6-4   | 1          |
| 4-8-4     | 1          |
| B40-8     | 91         |
| C40-8     | 333        |
| C40-8W    | 50         |
| C41-8W    | 154        |
| C4460AC   | 80         |
| C44-9W    | 274        |
| C44AC/CTE | 1,485      |
| C45AC/CTE | 943        |
| C6044AC   | 176        |
| C60AC     | 75         |
| DDA40X    | 1          |
| E9A       | 2          |
| E9B       | 1          |
| GP15-1    | 160        |
| GP38-2    | 664        |
| GP38AC    | 2          |
| GP39-2    | 49         |
| GP40      | 15         |
| GP40-2    | 142        |
| GP40-2P   | 2          |
| GP40M-2   | 65         |
| GP50      | 48         |
| GP60      | 194        |
| MP15AC    | 41         |
| MP15DC    | 102        |
| SD40-2    | 505        |
| SD60      | 85         |
| SD60M     | 560        |
| SD70ACe   | 321        |
| SD70M     | 1,445      |
| SD9043AC  | 309        |
| SW1500    | 18         |

### Locomotivas remanescentes de ferrovias incorporadas

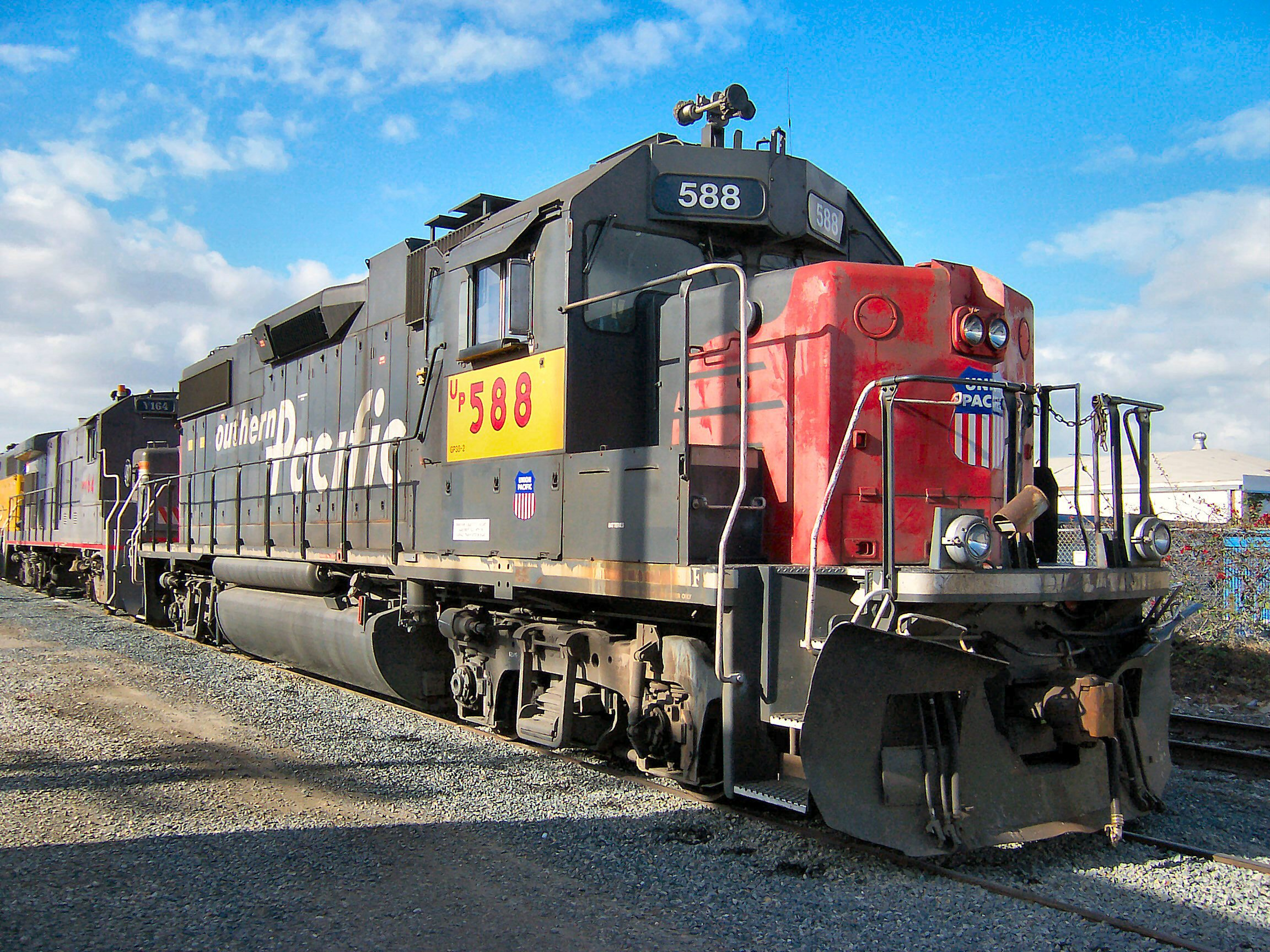
Locomotiva remanescente da Southern Pacific, EMD GP38-2, remarcada com logotipo UP.

Até 23 de maio de 2015, a Union Pacific utilizava nove locomotivas da Southern Pacific, duas da St. Louis Southwestern e duas da Chicago and North Western, ainda com suas pinturas e números, originais. Além disso, muitas foram apenas remarcadas com o logotipo da UP e renumeradas. Normalmente, em ocasião de revisão geral, feita por suas oficinas, recebem nova pintura no padrão atualizado. As que foram remarcadas em 2015:
- 22 Chicago and North Western (Logotipos cobertos pintura local);
- 174 Southern Pacific (AC4400CW, GP40-2, MP15AC, and GP60);
- 14 St. Louis Southwestern (GP60);
- 2 Denver and Rio Grande Western (GP60).

### Observações
Locomotiva EMD SD40-2 #3564 ainda mantém o padrão de pintura original dos anos de 1970.
Locomotiva AC44CW #6289 apenas remarcada.
Locomotiva AC44CW #6361 remarcada com letreiros em vermelho.
Locomotiva AC44CW #6736 com inscrição lateral da CNW.

## Locomotivas Históricas

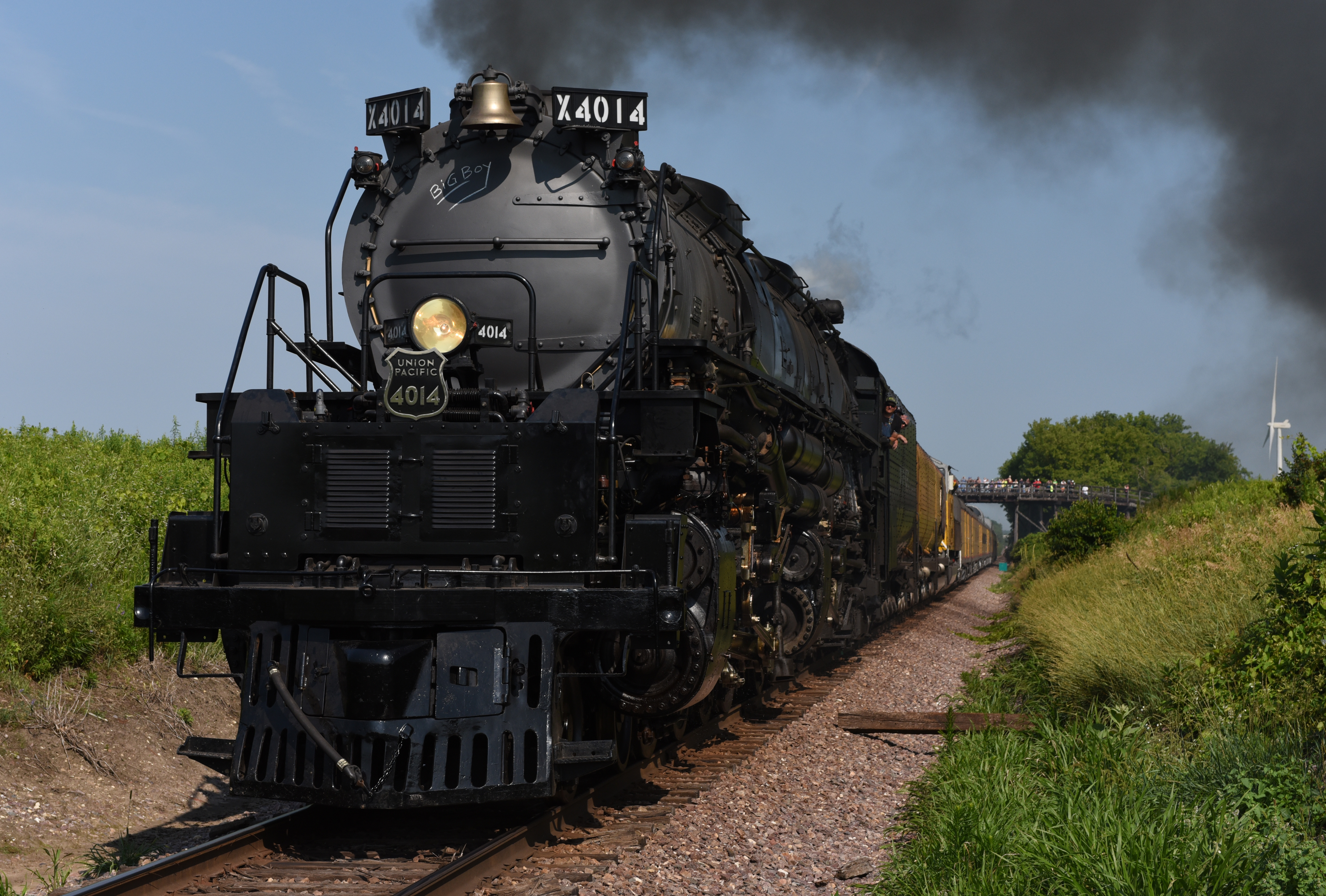
"Big Boy" #4014

Sozinha entre as modernas ferrovias, a Union Pacific mantém uma pequena frota de locomotivas muito importantes por seu valor histórico, em suas instalações de Cheyenne, Wyoming. São usadas eventualmente em trens especiais.
- UP 4014 é uma locomotiva a vapor, rodagem 4-8-8-4, do tipo articulada, para tração de trens de carga, conhecida como "Big Boy". Foi anunciado a 23 de julho de 2013, a aquisição desta unidade da "The Southern California Chapter of The Railway and Locomotive Historical Society", em Pomona afim de restaurá-la operacionalmente. Ela foi conduzida até o pátio de Colton, em janeiro de 2014 e depois, para Cheyenne. Os trabalhos de restauração estão em curso, na expectativa que fique pronta até 2019. Funcionários e voluntários trabalham na reconstrução, dentro das oficinas de Cheyenne.[24]

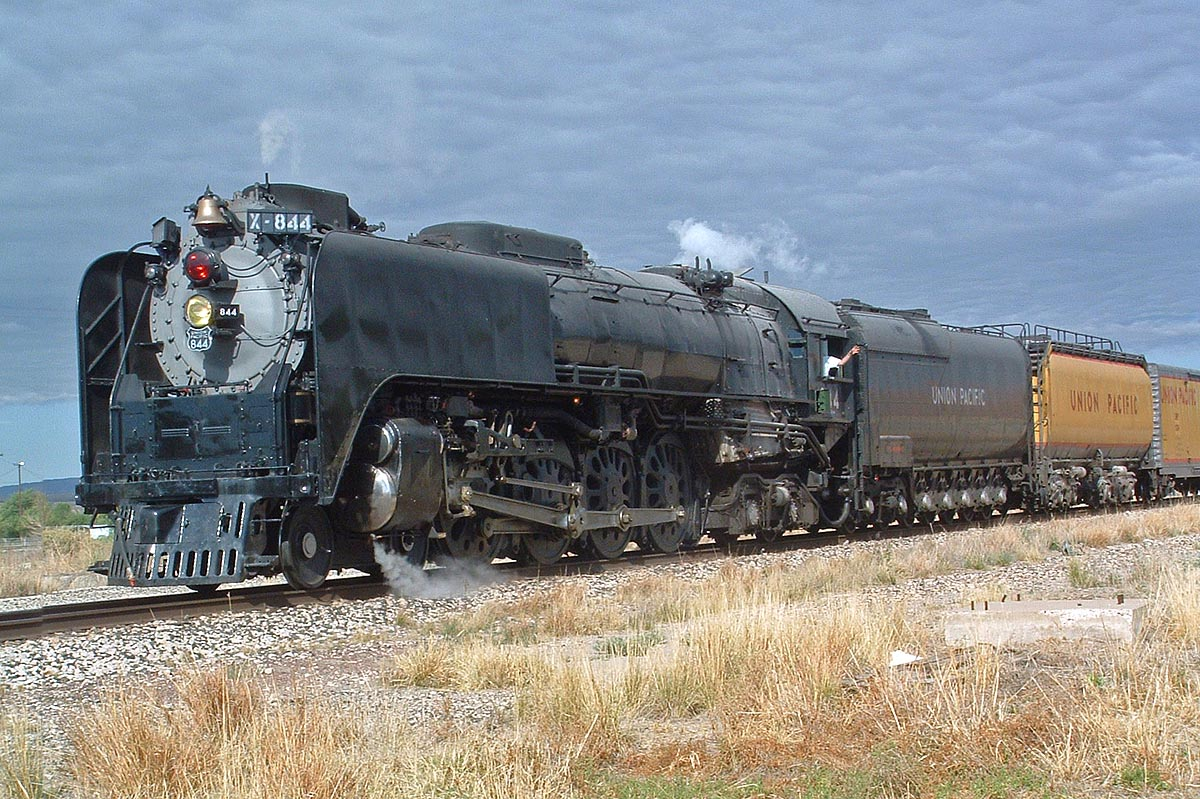
Locomotiva #844 em Marathon - Texas.

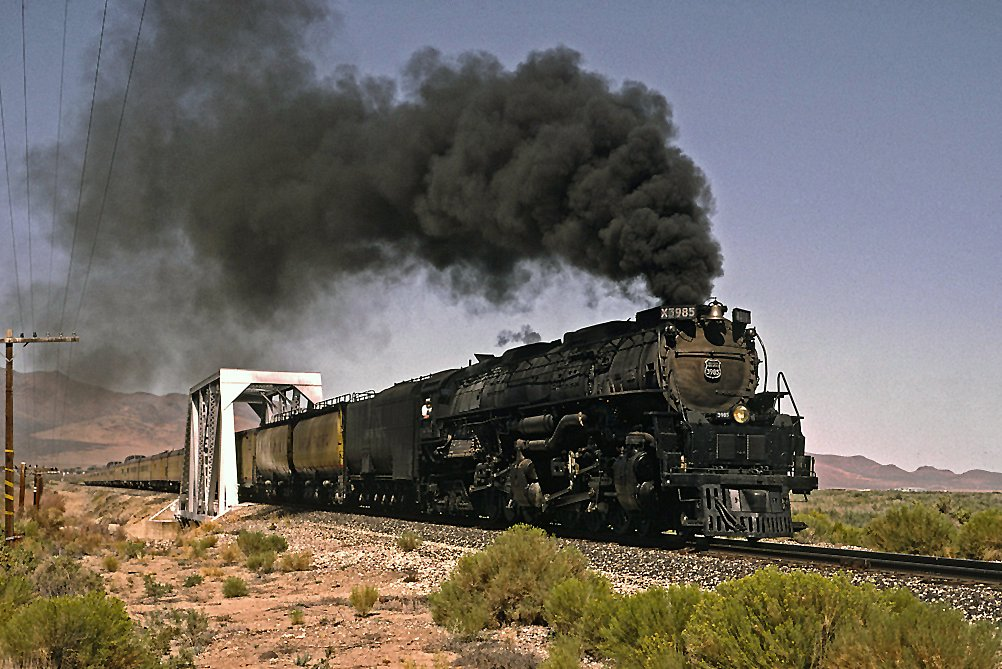
"Challenger" #3985.

- "Challenger" #3985.UP 844 É uma locomotiva a vapor para trens de passageiros expressos, de rodagem 4-8-4, classificação Northern, Classe FEF-3. Esta foi a última locomotiva a vapor construída para a Union Pacific e tem funcionado sem interrupção, desde 1944. Era muito conhecida por sua numeração original, 8444, desde que recebeu um "4" extra, em 1962, para distingui-la da série 800 Diesel. A locomotiva Diesel #844 esteve em serviço no "Nevada Southern Railroad Museum", em Boulder City, Nevada. Quando esta foi desativada, em 1989, a FEF-3 #8444 (vapor) recebeu de volta sua antiga numeração, 844. Uma falha mecânica ocorrida em 1999, na qual tubos da caldeira foram substituídos erroneamente, a levou a ficar fora de serviço até sua reparação, em novembro de 2004. Atualmente, está passando por uma revisão geral, devendo retornar em serviço em 2016. Esta é a única locomotiva a vapor de uma ferrovia americana de grande porte, que nunca foi retirada de serviço, oficialmente.
- UP 3985 É uma locomotiva a vapor, de rodagem 4-6-6-4, articulada, para uso misto, carga e passageiros, conhecida como "Challenger". É atualmente, a maior locomotiva a vapor, ainda em operação, no mundo. Foi retirada do serviço ativo em 1962, ficando estacionada até 1975, quando funcionários voluntários terminaram sua restauração em 1981, retornando, assim ao serviço. Em 2007, passou por nova reparação e funcionou até 2010. Desde então, permanece guardada.

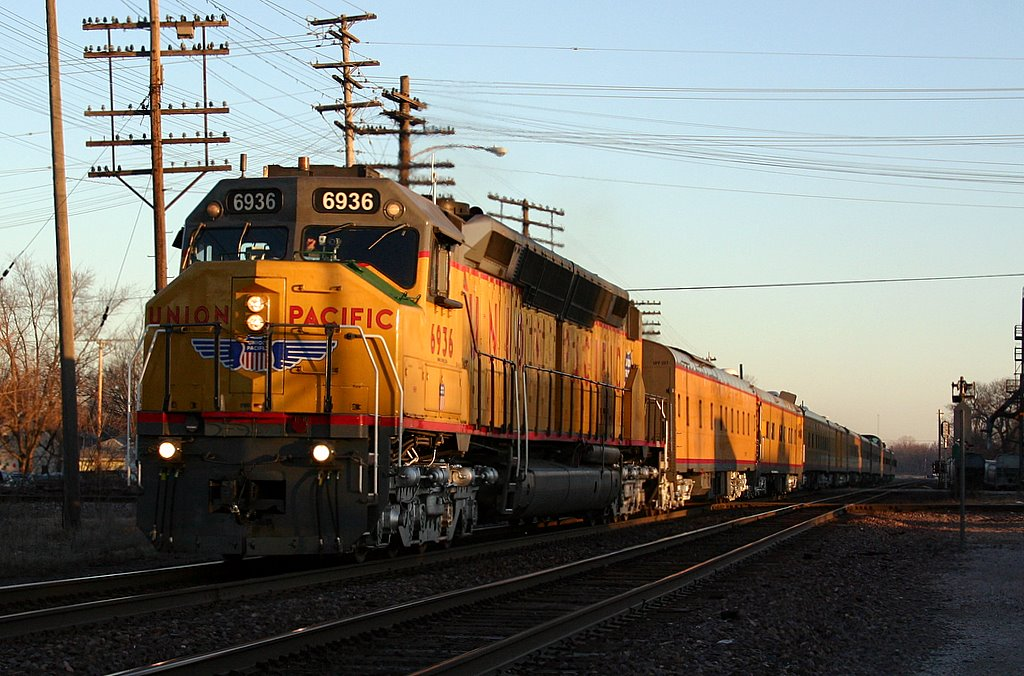
EMD DDA40X #6936

- EMD DDA40X #6936UP 951, 949 and 963B[25] São três locomotivas Diesel-elétricas, modelo E9 e E9b, acopladas em tração múltipla, (ou seja, apenas uma equipe é suficiente para conduzir todas, através da locomotiva comandante), produzidas pelaGeneral Motors Electro-Motive Division em 1955, para tração de trens de passageiros expressos. Eventualmente, são utilizadas em trens especiais. Apesar de, externamente preservar seu projeto original, seu motores Diesel (dois em cada locomotiva), de 12 cilindros e 1.200 hp, cada, foram substituídos por outros mais potentes, de cerca de 2.000 hp. Sua parte elétrica, e cabines também foram  modernizadas.
- UP 6936 Modelo EMD DDA40X, é uma locomotiva Diesel-elétrica fabricada pela General Motors Electro-Motive Division, em 1969, para a Union Pacific. Somente esta, da série "Centennial", ainda permanece em operação, sendo assim, é a maior locomotiva diesel operacional do mundo. Ocasionalmente é utilizada em excursões e até mesmo, em trens de carga.
- UP 5511[26] é uma locomotiva a vapor, de rodagem 2-10-2, para trens de carga. É pouco conhecida, pois nunca foi exposta efetivamente. Supostamente, encontra-se em perfeitas condições, mas seus grandes cilindros e pequenas rodas motoras, limitam sua velocidade, criando dificuldades para seu uso. Em 2004, a Union Pacific resolveu vendê-la. Estava, na época, em Cheyenne, juntamente com a #844 e #3985.
- UP 1243[27][28] é uma locomotiva a vapor, de rodagem 4-6-0 e é a mais antiga de todas, desta coleção. Foi construída em 1890 e desativada em 1957, aguardando restauração em Rawlins, Wyoming, que ocorreu em 1990. Foi exposta publicamente e depois, percorreu junto com a #844 e #3985, parte dos Estados de Idaho e Wyoming sobre um vagão-prancha. Foi levada para Omaha, Nebraska em novembro de 1996 e posta em exibição no "Western Heritage Museum".

## Outras Locomotivas Preservadas

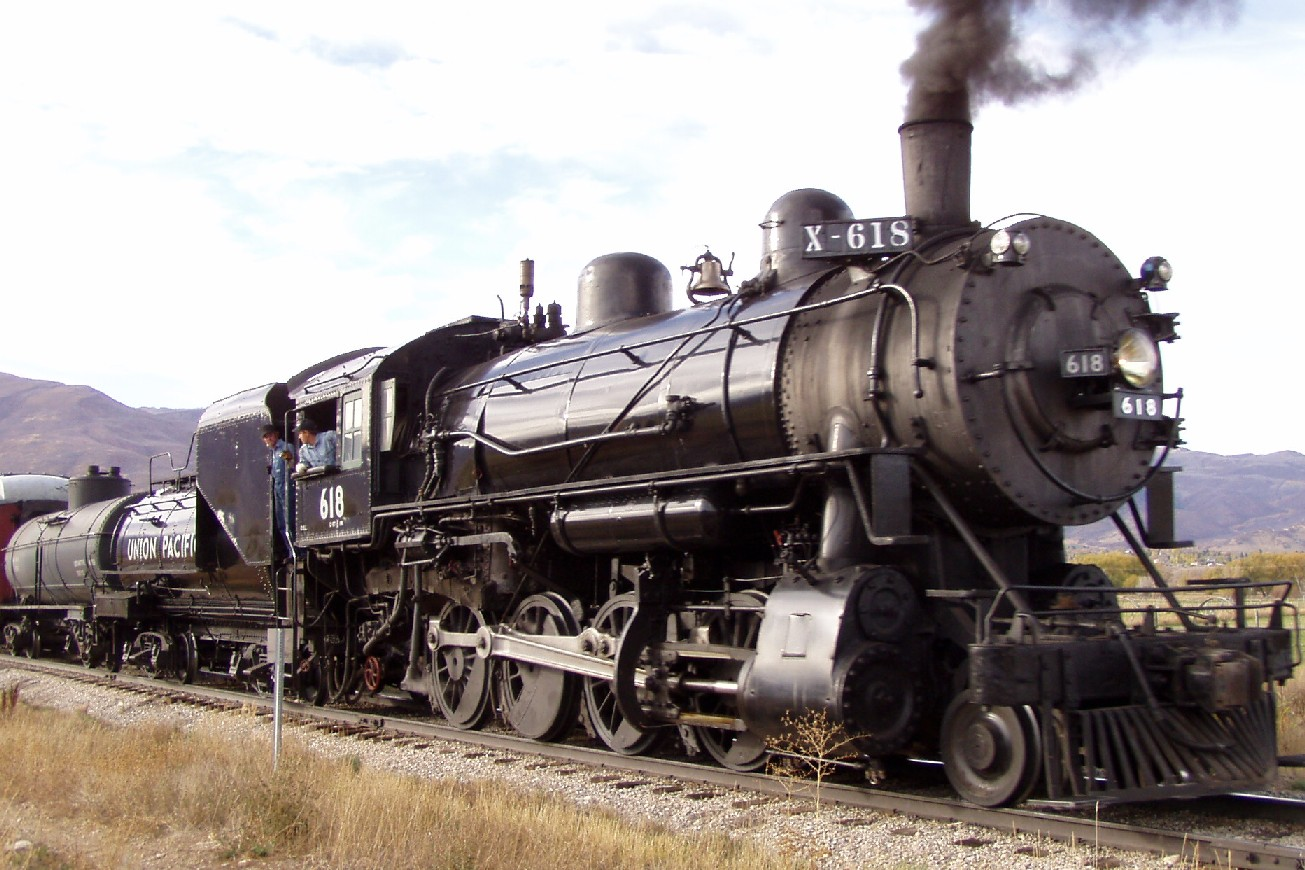
Union Pacific #618 trafegando na Heber Valley Historic Railroad.

Além da frota histórica mantida pela própria empresa, um grande número de locomotivas sobrevive em vários locais.  Muitas locomotivas foram doadas a cidades cortadas por suas vias, além de vários museus.
- UP 407 – uma 2-8-0 doada à cidade de Sidney, Nebraska, em julho de 1956.
- UP 421 – uma 2-8-0 doada à cidade de Fairbury, Nebraska, em abril de 1956.
- UP 423 – uma 2-8-0 doada à cidade de Gering, Nebraska, em julho de 1955.
- UP 428 – uma 2-8-0 sendo restaurada no Illinois Railway Museum, Union, Illinois
- UP 437 – uma 2-8-0 doada à cidade de Grand Island, Nebraska, em setembro de 1955.
- UP 440 – uma 2-8-0 doada à cidade de Lincoln, Nebraska , em maio de 1955. Levada para Mid-Continent Railway Museum, North Freedom, Wisconsin, em junho de 1975.
- UP 460 – uma 2-8-0 doada à cidade de Marysville, Kansas, em abril de 1956.
- UP 477 – uma 2-8-0 doada à cidade de Salina, Kansas, em julho de 1955.
- UP 480 – uma 2-8-0 doada à cidade de North Platte, Nebraska, em fevereiro de 1956.
- UP 481 – uma 2-8-0 exposta em Buffalo County Historical Society, Kearney, Nebraska
- UP 485 – uma 2-8-0 doada à cidade de Lexington, Nebraska, em junho de 1956.
- UP 529 – uma 2-8-0 doada à cidade de Northwest Railway Museum, Snoqualmie, Washington
- UP 533 – uma 2-8-0 doada à cidade de Rawlins, Wyoming, em dezembro de 1958.
- UP 561 – uma 2-8-0 exposta em Pawnee Park, Columbus, Nebraska
- UP 616 – uma 2-8-0 doada à cidade de Nampa, Idaho, em agosto de 1958.
- UP 618 – uma 2-8-0 type, funcionando na Heber Valley Historic Railroad.
- UP 737 – uma 4-4-0 estava no acervo do Steamtown National Historic Site, depois a levaram para o  Feather River Railroad Museum, Portola, California. Atualmente, está exposta no Double-T Agricultural Museum, em Stevinson, California.
- UP 119 – uma 4-4-0 a original foi demolida, assim, tecnicamente, não é contada como preservada. Entretanto, uma réplica foi construída, em 1979, funcionando atualmente no Golden Spike National Historic Site em Promontory, Utah.
- UP 814 – uma 4-8-4 exposta em Dodge Park, Council Bluffs, Iowa.
- UP 833 – uma 4-8-4 exposta em Eccles Rail Center, Utah State Railroad Museum Union Station, Ogden, Utah.
- UP 1242 – uma 4-6-0 exposta em Lions Park, Cheyenne, Wyoming.
- UP 2005 – uma 2-8-2 exposta em Ross Park, Pocatello, Idaho.
- UP 2295 – uma 2-8-2 exposta na antiga estação de Boise, Idaho.
- UP 2537 – uma 2-8-2 doada à cidade de Walla Walla, Washington, em dezembro de 1959.
- UP 2564 – uma 2-8-2 originalmente exposta em Oro Grande, California. Depois foi levada para Orange Empire Railway Museum, Perris, California.
- UP 3203 – uma 4-6-2 doada à cidade de Portland, Oregon em janeiro de 1958. Originalmente pertenceu a Oregon Railway and Navigation Company. Foi levada para restauração no Oregon Rail Heritage Center in 2012.
- UP 3206 – uma 4-6-2 originalmente exposta em Highbridge Park, em Spokane, Washington. Foi levada para o Spokane Interstate Fairgrounds, em 1978.
- UP 3977 a única 4-6-6-4 Challenger exposta estaticamente. Encontra-se no Cody Park, em North Platte, Nebraska.
- UP 4004 – uma Union Pacific Big Boy, 4-8-8-4 articulated steam locomotive, exposta em Holiday Park, Cheyenne, Wyoming.

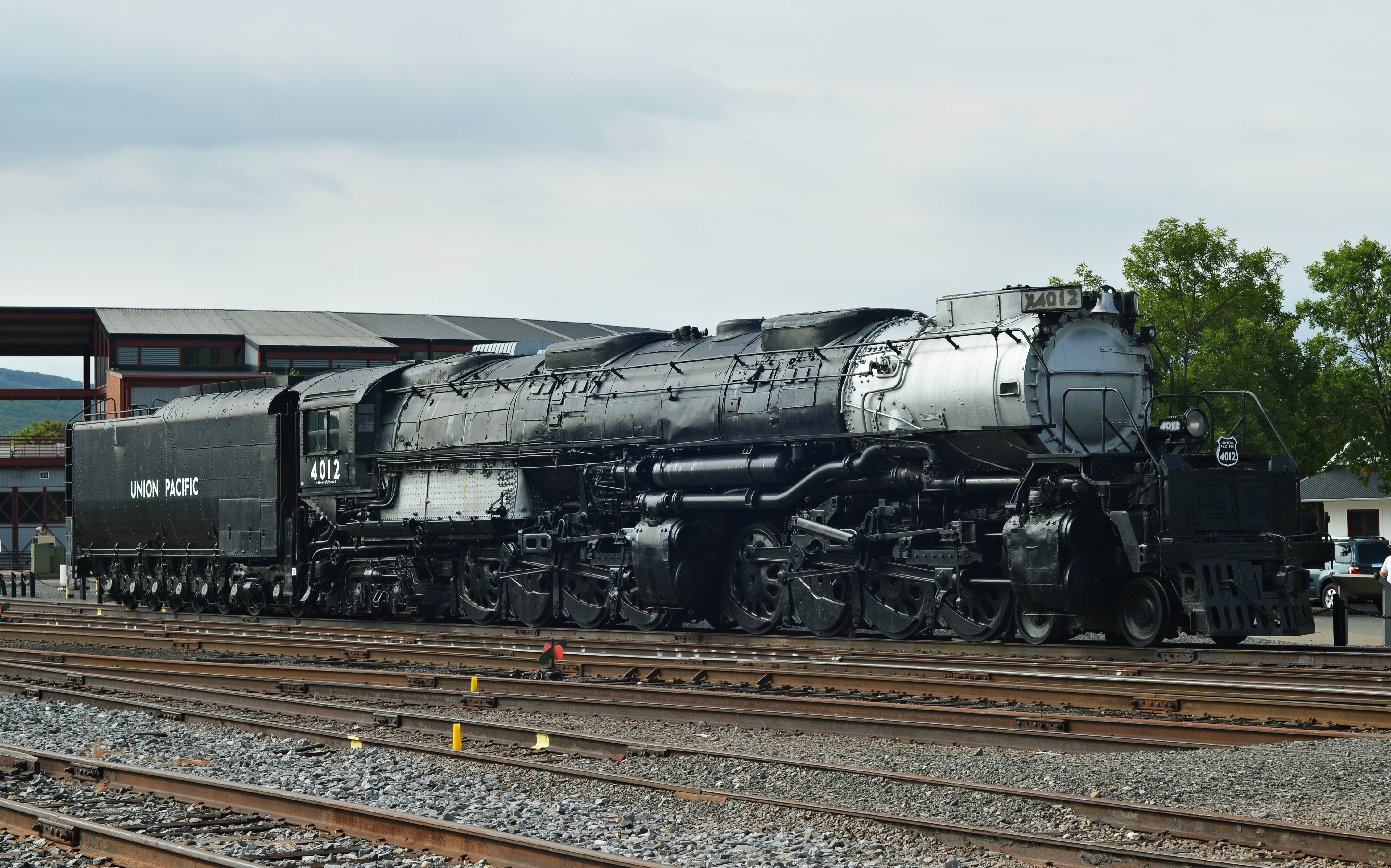
The Union Pacific "Big Boy" #4012

- UP 4005 – uma Union Pacific Big Boy 4-8-8-4 articulated steam locomotive, exposta em Forney Museum of Transportation, Denver, Colorado.
- UP 4006 – uma Union Pacific Big Boy 4-8-8-4 articulated steam locomotive, exposta em National Museum of Transport, St. Louis, Missouri

- UP 4012 – uma Union Pacific Big Boy 4-8-8-4 articulated steam locomotive, originalmente exposta em Bellows Falls, Vermont. Depois, foi levada para  Steamtown, Scranton, Pennsylvania, em 1984[29]
- UP 4017 – uma Union Pacific Big Boy 4-8-8-4 articulated steam locomotive, exposta em National Railroad Museum, Green Bay, Wisconsin.
- UP 4018 – uma Union Pacific Big Boy 4-8-8-4 articulated steam locomotive, originalmente exposta em Texas State Fair Grounds, Dallas, Texas. Atualmente está no Museum of the American Railroad in Dallas, TX. Foi cogitada sua restauração para uso num filme, mas ainda não se concretizou.
- UP 4023 – uma Union Pacific Big Boy 4-8-8-4 articulated steam locomotive, exposta no Lauritzen Gardens/Kenefick Park, Omaha, Nebraska.
- UP 4420 – uma 0-6-0 doada à cidade de Evanston, Wyoming, em junho de 1958.
- UP 4436 – uma 0-6-0 type, exposta em Eccles Rail Center, Utah State Railroad Museum Union Station, Ogden, Utah.
- UP 4439 – uma 0-6-0 type, exposta no Griffith Park, Los Angeles.
- UP 4442 – uma 0-6-0 doada à cidade de Las Vegas, Nevada, em abril de 1960. Depois foi levada para Henderson, NevadaUnion Pacific Classe 9000 -  Rodagem 4-12-2

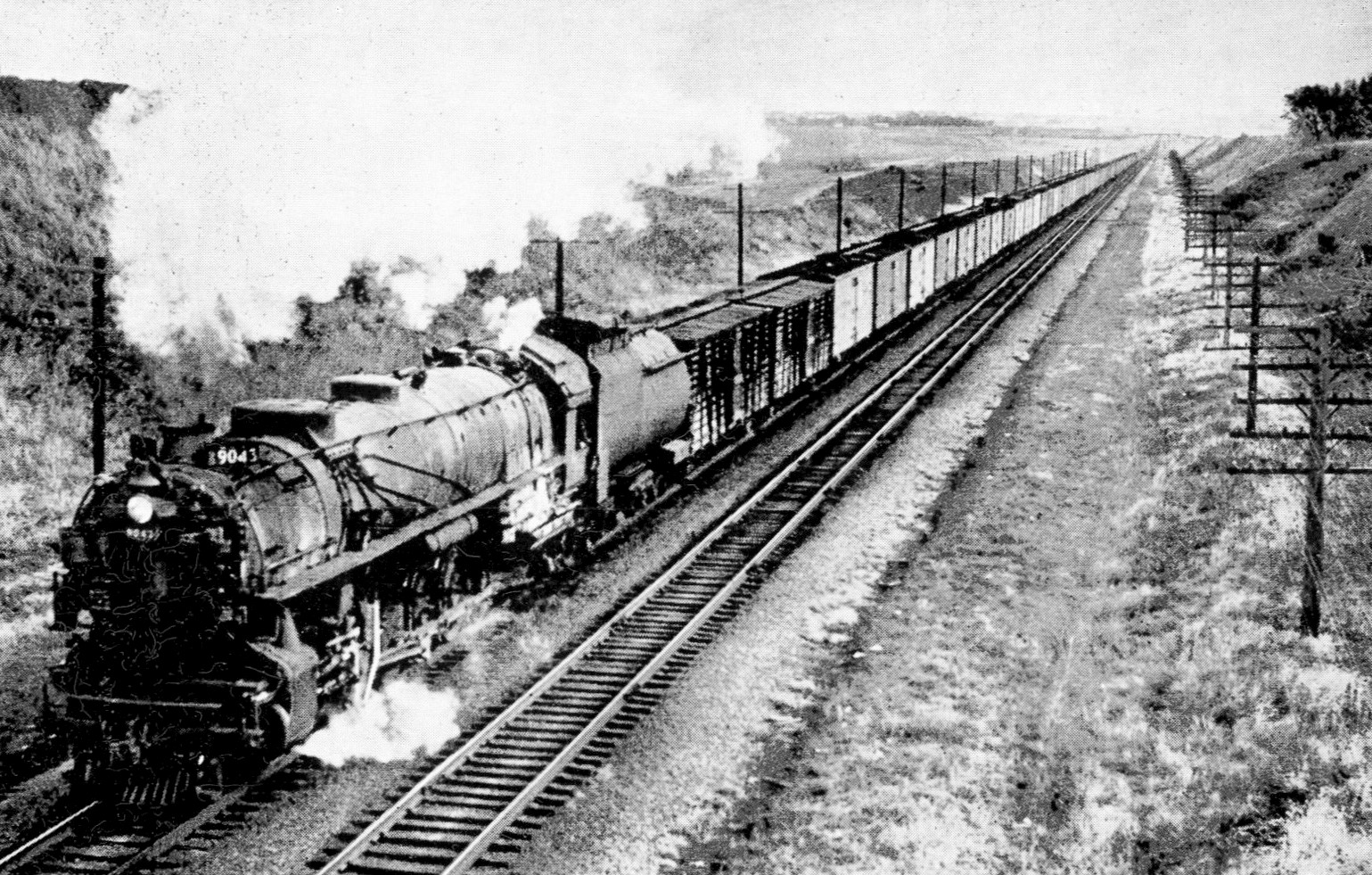
Union Pacific Classe 9000 - Rodagem 4-12-2

- UP 4455 – uma 0-6-0 foi utilizada pela Laramie Portland Cement,  na planta de calcário de sua mina, em Laramie, Wyoming até 1965. Depois foi levada para o Colorado Railroad Museum, para exposição.
- UP 4466 –  uma 0-6-0 construída pela Lima Locomotive Works, em 1920. Está exposta no California State Railroad Museum, onde funcionou até 1999.
- UP 6051 – uma 2-8-0 exposta no Fairmount Park, Riverside, California.
- UP 6072 – uma 2-8-0 exposta em Ft. Riley Museum, Ft. Riley, Kansas.
- UP 6237 – uma 2-8-0 doada à cidade de Hastings, Nebraska, em julho de 1956.
- UP 6264 – uma 2-8-0 exposta no Nevada Southern Railroad Museum, Boulder City, Nevada.
- UP 6535 – uma 2-8-0 exposta no Depot Park, Laramie, Wyoming.

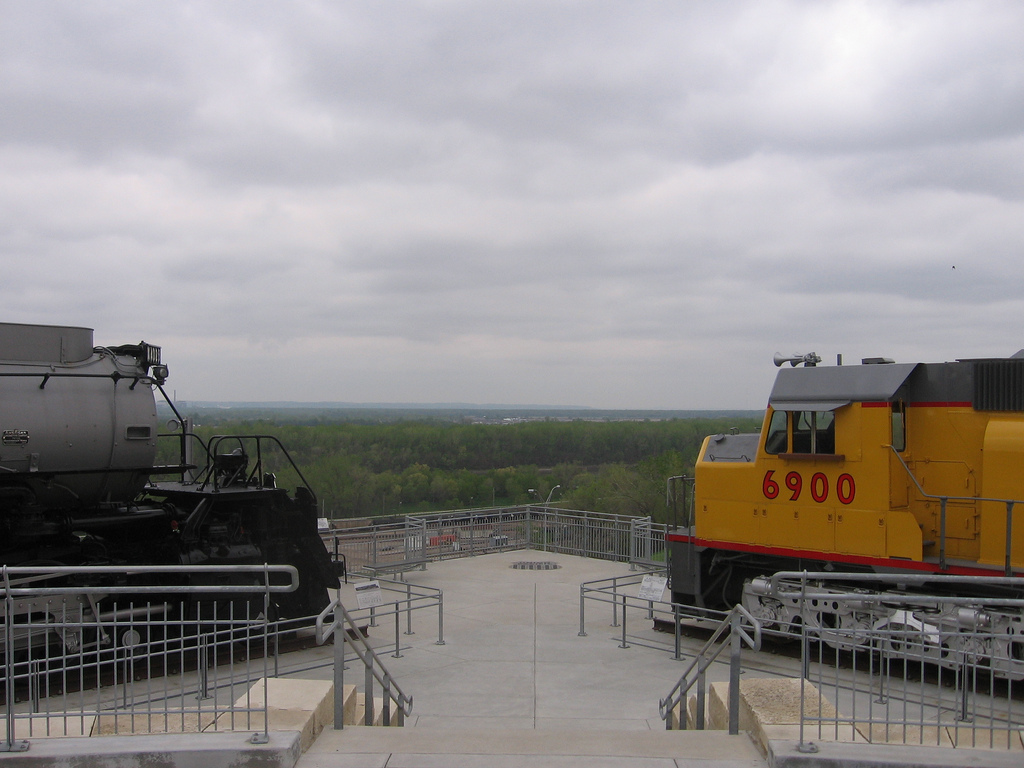
Kenefick Park, em Omaha, Nebraska

- Kenefick Park, em Omaha, NebraskaUP 9000, uma Union Pacific 9000 class 4-12-2, grande locomotiva não-articulada, exposta em Fairplex in Pomona, California.
- UP 6900 Centennial series – Várias das grandes locomotivas Diesel-elétricas DDA40X  escaparam da demolição. Mas, somente a #6936 da frota da Union Pacific, ainda opera. A  # 6930 está no Illinois Railway Museum.
- UP 18, 26. De 1948 a 1970, a Union Pacific utilizou locomotivas com turbina a gás. Nenhuma ferrovia no mundo as utilizou tanto quanto a UP, chegando a tracionar cerca de 10% de seus trens de carga, mas foram desativadas devido ao alto custo do combustível. Duas remanescentes estão expostas: a #18, no Illinois Railway Museum in Union, Illinois, e a #26 no Utah State Railroad Museum in Ogden, Utah.
- UP 942 - uma EMD E8 exposta e operacional, no Orange Empire Railroad Museum

## Frota de Vagões
De acordo com o anuário da empresa, ao final de 2007, a Union Pacific possuía mais de 50.000 funcionários, 8.721 locomotivas e 94.284 vagões de carga. Mais especificamente:
- 35,437 covered hoppers
- 12,272 boxcars
- 18,647 open-top hoppers
- 13,780 gondolas
- 14,148 "outros" tipos de vagões

Possuiu, ainda 6,950 diferentes equipamentos de manutenção de via permanente.  Ao final de 2007 a idade média das locomotivas era de 17,8 anos e dos vagões, 28 anos.

## Trens de Passageiros

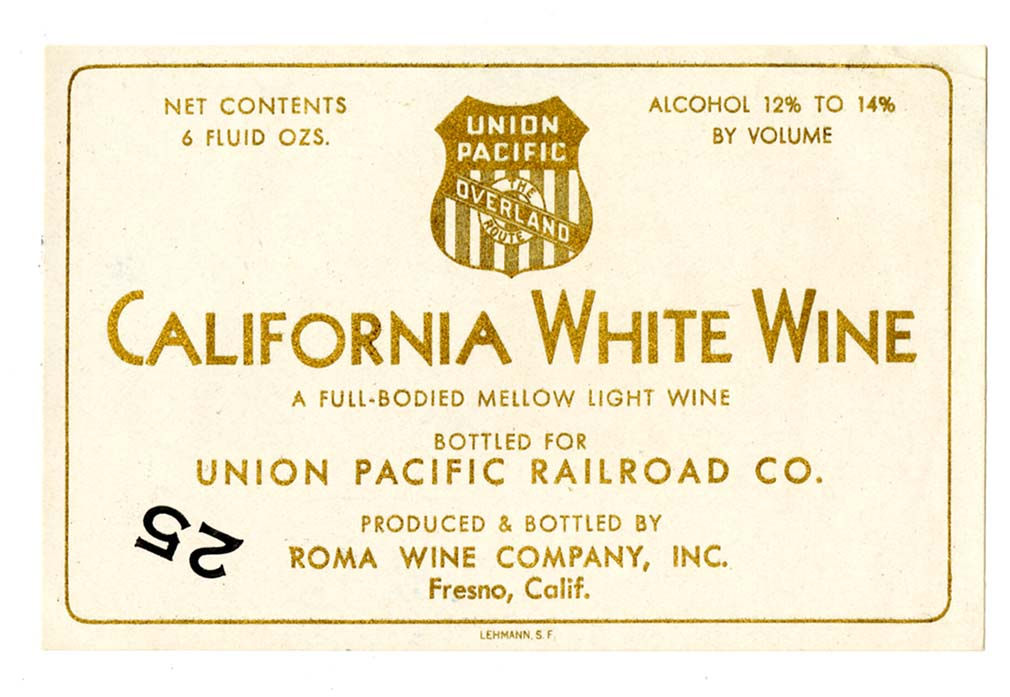
Wine label, Roma Wine Company, bottled for Union Pacific RR circa 1940s

A Union Pacific operou com trens de passageiros em sua histórica "Overland Route), entre 1869 até 1971. Seu último trem trafegou no sentido oeste, para a cidade de Los Angeles. Em maio de 1971, a Amtrak assumiu as operações de trens de longa distância no território americano. Na época da Union Pacific, os trens eram nomeados:
- Butte Special (operado entre Salt Lake City e Butte, Montana).
- Challenger (operado conjuntamente com Chicago and North Western Railway até outubro de 1955, e depois, pela Milwaukee Road).
- City of Denver (operado conjuntamente com Chicago and North Western Railway até outubro de 1955, e depois, pela Milwaukee Road).
- City of Las Vegas; mais tarde, mudou seu nome: the Las Vegas Holiday Special (1956–1967).
- City of Los Angeles (operado conjuntamente com Chicago and North Western Railway até outubro de 1955, e depois, pela Milwaukee Road).
- City of Portland (operado conjuntamente com and North Western Railway até outubro de 1955, e depois, pela Milwaukee Road).
- City of Salina (1934–1940).
- City of San Francisco (operado conjuntamente com Chicago and North Western Railway e a Southern Pacific Railroad; depois de outubro de 1955, a Milwaukee Road assumiu parte da operação entre Chicago e Omaha).
- City of St. Louis
- Columbine (operou entre Chicago e Denver, iniciando na década de 1920).
- Forty-Niner (operou entre Chicago e Oakland).
- Gold Coast (operou entre Chicago/Oakland/Los Angeles).
- Idahoan (operou entre Cheyenne e Portland).
- Los Angeles Limited (operou a partir de 1905).
- Overland Flyer; renomeado como Overland Limited em 1890 (1887–1963).
- Pacific Limited (operou entre Chicago e Ogden, Utah, onde era dividido, parte seguindo para Los Angeles e parte para San Francisco, iniciando em 1913).[30]
- Pony Express (operou entre Kansas City e Los Angeles 1926—1954).
- Portland Rose (operou entre Chicago e Portland, iniciando na década de 1920).[31]
- San Francisco Overland (originally operou entre Chicago e Oakland, depois, diminuiu, até St. Louis).
- Spokane (operou entre Spokane e Portland)
- Utahn (operou entre Cheyenne e Los Angeles)
- Yellowstone Special (operou entre Pocatello, Idaho,  e West Yellowstone, Montana)

Trens da Amtrak que utilizam as vias da UP:
- Amtrak Cascades
- California Zephyr
- Capitol Corridor
- Cardinal
- Coast Starlight
- Hoosier State
- Lincoln Service
- Missouri River Runner
- Pacific Surfliner
- San Joaquin
- Sunset Limited
- Texas Eagle

## Diretoria da Empresa
Presidentes da Union Pacific:[carece de fontes?]
- William Butler Ogden (1862–1863)
- John Adams Dix (1863–1865)
- Oliver Ames, Jr. (1866–1871)
- Thomas Alexander Scott (1871–1872)
- Horace F. Clark (1872–1873)
- John Duff (1873–1874)
- Sidney Dillon (1874–1884)
- Charles F. Adams (1884–1890)
- Sidney Dillon (1890–1892)
- S.H.H. Clark (1890–1898)
- W.S. Pierce (acting) (1897)
- Horace G. Burt (1898–1904)
- E. H. Harriman (1904–1909)
- Robert S. Lovett (1910–1911)
- A.L. Mohler (1911–1916)
- E.E. Calvin (1916–1918)
- C.B. Seger (1918–1919)
- Carl R. Gray (1920–1937)
- William M. Jeffers (1937–1946)
- G.F. Ashby (1946–1949)
- Arthur E. Stoddard (1949–1965)
- E.H. Bailey (1965–1971)
- John Kenefick (1971–1986)
- Drew Lewis (1986–1987)
- Mike Walsh (1987–1991)
- Richard K. Davidson (1991–1996)
- Ron Burns (several months in 1996)
- Jerry Davis (1996–1998)
- Ike Evans (1998–2004)
- James R. Young (2004–2012)
- Jack Koraleski (2012–2015)
- Lance Fritz (2015–present)[32]

Presidentes da Union Pacific Corporation:[carece de fontes?]
- James Evans (1969 - 1977)
- William Cook (1977 - 1987)
- John Kenefick (several months in 1986)
- Drew Lewis (1987–1997)
- Richard K. Davidson (1997 – January 2006)
- James R. Young (January 2006 – 2012)
- Jack Koraleski (2012–2015)
- Lance Fritz (2015–present)[32]

## Relação com o Meio Ambiente

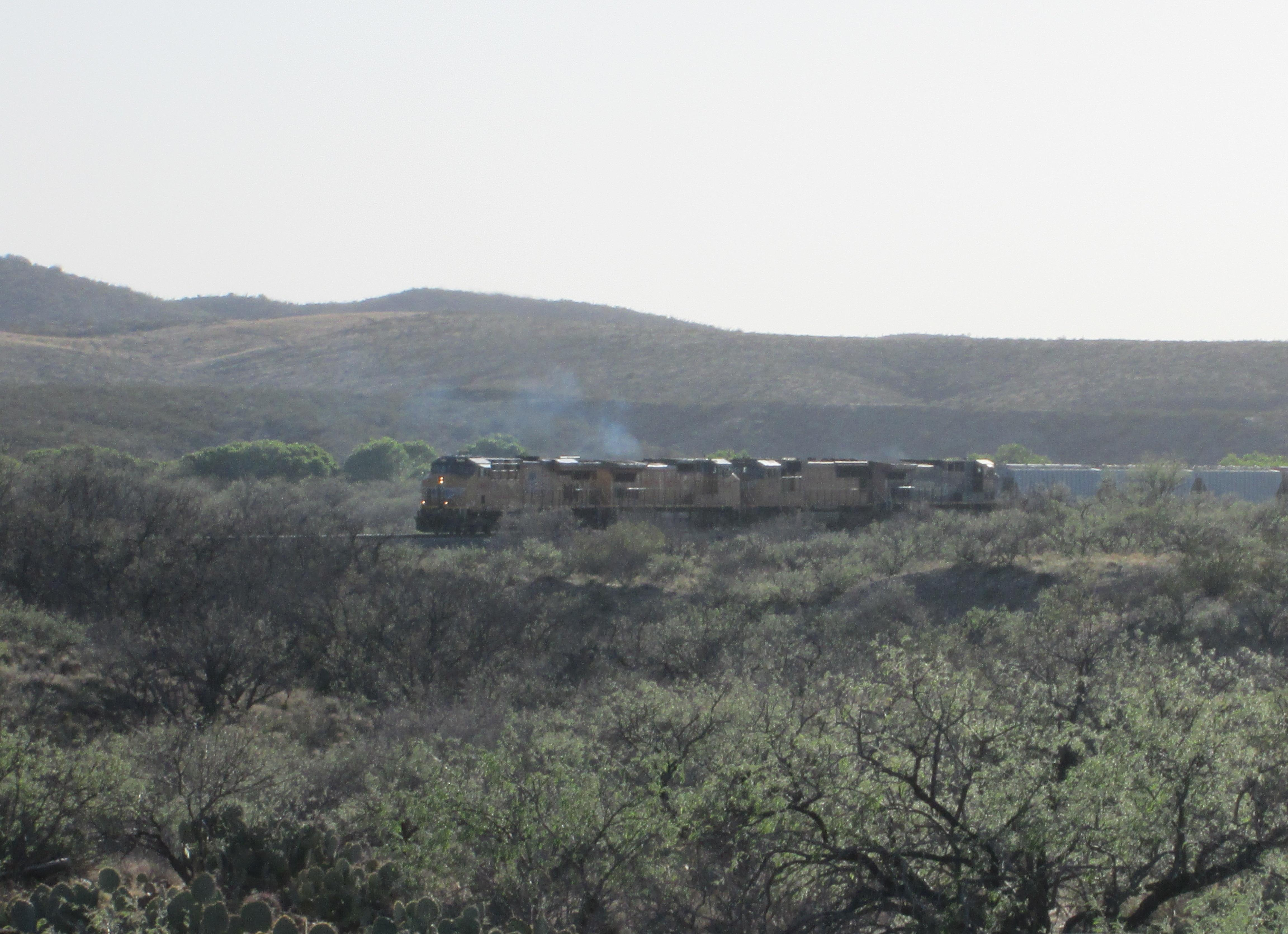
A Union Pacific train passing through the Pantano Townsite Conservation Area in southern Arizona

Em Eugene, Oregon, a empresa e o Departamento de meio ambiente deste Estado, se uniram para estudos de contaminação do solo de pátios ferroviários, em sua maior parte, por hidrocarbonetos, solventes industriais e metais. Isso teria afetado o lençol freático das proximidades.
Em 2007, a Union Pacific iniciou um programa de métodos experimentais de redução de emissão de poluentes de suas locomotivas, através de filtros instalados nos escapamentos, na tentativa de reduzir a quantidade de hidrocarbonetos não queimados, de monóxido de carbono e outras partículas, muito parecido com o filtro catalisador utilizados em automóveis. Uma redução média de 50% de emissões fora alcançada.
O programa de economia de combustível "Fuel Master" tem, também, beneficiado a empresa por causa de resultados obtidos e, além disso, recebeu prêmio e reconhecimento da Secretaria de Transportes americana.

## Acidentes
Um descarrilhamento ocorrido em novembro de 1994, matou um observador, próximo a San Antonio, levando o Senador Kay Bailey Hutchison a propor investigação federal sobre acidentes na Union Pacific. Em 2005, o Governador do Texas Rick Perry apoiou um plado para desviar linhas ferroviárias de grandes centros urbanos de seu Estado.
Em junho de 2004, nas proximidades de San Antonio, Texas, também, uma composição da UP colidiu com outra, que estava parada, da BNSF , causando o rompimento de um vagão-tanque carregado com cloro. Uma nuvem amarela logo se formou, atingindo as redondezas, resultando em dezenas de hospitalizações. Os prejuízos foram calculados em cerca de US$7 milhões.
Investigações revelaram que havia falhas de segurança por parte da Union Pacific e seus empregados, por não seguirem suas próprias regras. Declarações iniciais culpavam a fadiga do condutor do trem, mas outros fatores haviam contribuídos para o acidente supra citado.
Em consequência desses acidentes, a Federal Railroad Administration assinou um acordo com a ferrovia, em novembro de 2004, na qual a empresa se comprometia a revisar as falhas encontradas nas regras. Especificamente, o acordo exigia o incremento no treinamento dos funcionários e aumento do número de inspeções. O Congressista americano Charlie Gonzalez questionou se essas medidas eram suficientes; ele e outros membros do Congresso questionaram a "parceria" da FRA (Federal Railroad Administration) com as ferrovias,  a entendendo como "muito amigável" e citaram em artigo no The New York Times, a estreita relação entre uma diretora da FRA, Betty Monro, e a lobbista-chefe da Union Pacific, Mary E. McAuliffe, chegando a viajarem em férias juntas, por várias vezes, a Nantucket.
Em setembro de 2007, um trem da Union Pacific descarrilhou na cidade Sergeant Bluff, Iowa. A carga ficou espalhada pela cidade, pois a linha passa por dentro dela, causando interrupção no tráfego de trens e automóveis por horas, até que fosse desobstruída.